# Phytomyza caulinaris
Phytomyza caulinaris är en tvåvingeart som beskrevs av Erich Martin Hering 1949. Phytomyza caulinaris ingår i släktet Phytomyza och familjen minerarflugor.
Artens utbredningsområde är Frankrike. Inga underarter finns listade i Catalogue of Life.